# Vzoromil Výsměšek
Vzoromil Výsměšek (anglicky Mustrum Ridcully) je fiktivní postavou ze ságy o Zeměploše.
Výsměšek Hnědý, arcikancléř Neviditelné univerzity, se stal mágem sedmé úrovně v 27 letech. Pak opustil univerzitu, aby se mohl starat o rodinné statky na venkově. Na půdu Neviditelné univerzity nevkročil po čtyřicet let, dokud ho nejmenovali arcikancléřem.
Jeho povýšení přišlo tak náhle, protože škola chtěla malou pauzu po několika dosti hektických letech, kdy arcikancléři vymírali tak rychle, že ani nestihli dojíst inaugurační večeři a už je pohřbívali. Mágové potřebovali někoho tichého a lehko manipulovatelného. Bylo všeobecně známo, že Výsměšek je zavilý venkovan a tak předpokládali, že mág, který má tak blízko k přírodě, bude vyhovovat požadavkům. A kdyby dělal nepříjemnosti, bude velmi jednoduché ho zase odstranit.
Výsměšek osobně byl jako závan čerstvého větru v továrně na zvonkohry. Je schopen se opít a hrát šipky celou noc, ale v pět ráno si stejně jde zaplavat, nebo alespoň zahrabat v zamrzlém Ankhu či lovit kachny. Jeden čas měl dokonce smečku loveckých psů ustájenou ve spižírně.